# CCleaner
CCleaner és una eina que permet mantenir el sistema operatiu Microsoft Windows fent una neteja que millora el rendiment general i augmenta l'espai lliure en el disc dur. CCleaner elimina fitxers temporals, també buida la paperera de reciclatge i elimina restes de navegació. Abans d'esborrar, CCleaner permet especificar quins elements es volen eliminar i quins conservar. CCleaner també inclou un netejador del registre de Windows que l'analitza buscant d'entrades no vàlides. El programa s'afegeix a la paperera de reciclatge, i després d'ésser executat la primera vegada, pot ser executat directament de la paperera sense necessitat d'obrir-lo per a escollir les opcions. Microsoft recomana no utilitzar aquest programa.